# Liste des compagnies aériennes agréées IATA par ordre alphabétique
Voici la liste des compagnies membres de l'Association du transport aérien international, au 9 février 2007, classées par ordre alphabétique. Elle est composée de 249 compagnies aériennes. Certaines de ces compagnies ont cessé leur activité.
- Haut – A
- B
- C
- D
- E
- F
- G
- H
- I
- J
- K
- L
- M
- N
- O
- P
- Q
- R
- S
- T
- U
- V
- W
- X
- Y
- Z

## A
- Adria Airways
- Aegean Airlines S.A
- Aer Lingus
- Aero Asia
- Aero California
- Aeroflot Russian Airlines
- Aerolineas Argentinas
- Aeromexico
- Aeromexpress
- Aeropostal Alas de Venezuela C.A
- Aerosvit Airlines
- Afriqiyah Airways
- Air Algérie
- Air Astana
- Air Austral
- Air Baltic
- Air Berlin
- Air Bosna
- Air Botswana
- Air Calédonie
- Air Canada
- Air Caraïbes
- Air China
- Air Contractors
- Air Corsica (remplace CCM Airlines depuis octobre 2010)
- Air Côte d'Ivoire
- Air Europa
- Air France
- Air Italy (2018)
- Air Jamaica
- Air Koryo
- Air Luxor
- Air Macau
- Air Madagascar
- Air Malawi
- Air Malta
- Air Marshall Islands
- Air Mauritius
- Air Moana
- Air Moldova
- Air Namibia
- Air New Zealand
- Air Niugini
- Air Nostrum
- Air One
- Air Panama
- Air Sahara
- Air Sénégal International
- Air Seychelles
- Air Tahiti
- Air Tahiti Nui
- Air Tanzania
- Air transat
- Air Vanuatu
- Air Zimbabwe
- Aircalin
- Air India
- Ajet Aviation
- Alaska Airlines
- Albanian Airlines
- Alitalia
- All Nippon Airways ANA
- Aloha Airlines
- Alpi Eagles
- Alpine Airlines
- America West Airlines
- American Airlines
- Angola Airlines TAAG
- Ariana Afghan Airlines
- Arkia Israeli Airlines
- Armavia Airlines
- Armenian Airlines
- Asiana Airlines
- ATA (America Trans Air) Airlines
- Atlas Air
- AtlasJet Airways
- Austral
- Austrian Airlines
- Avianca Aerovias Nacionales de Colombia S.A
- Aviateca
- Azerbaijan Airlines

## B
- Bangkok Airways
- Belavia Belarussian Airlines
- Bellview Airlines (Nigéria)
- Biman Bangladesh Airlines
- Binter Canarias (Espagne)
- Blue1
- Blue Panorama Airlines (Italie)
- Blue Wings
- bmi British Midland
- British Airways
- Brussels Airlines (Belgique)

## C
- C.A.L Cargo Airlines
- Cameroon Airlines
- Cargojet Airways
- Cargolux S.A
- Carpatair
- Caspian Airlines
- Cathay Pacific
- China Airlines
- China Cargo Airlines (en)
- China Eastern Airlines
- China Southern Airlines
- Cimber Air
- Cirrus Airlines
- Cityjet
- Comair Inc.
- Continental Airlines
- Continental Micronesia
- Copa Airlines Compania Panamena de Aviacion S.A
- Corsairfly
- Croatia Airlines
- Cubana de Aviacion
- Cyprus Airways
- CSA Czech Airlines ČSA

## D
- Delta Air Lines
- Fly DBA
- Denim Air
- DHL Air Ltd
- DHL International E.C
- Dragonair

## E
- Egyptair
- El Al Israel Airlines
- Emirates
- Estonian Air
- Ethiopian Airlines
- Etihad Airways
- European Air Express
- European Air Transport Leipzig
- Eurowings
- EVA Air
- Easy Jet

## F
- Far Eastern Air Transport
- Federal Express Fedex
- Finnair
- Fiji Airways
- Flybe
- FlyLal

## G
- Garuda Indonesia
- GB Airways
- Gulf Air
- Germanwings

## H
- Hahn Air Lines
- Hainan Airlines
- Hapagfly
- Hellas Jet
- Hemus Air

## I
- Iberia
- Icelandair
- Indian Airlines
- Inter Air
- Iran Air
- Iran Aseman Airlines
- Iraqi Airways
- Israir

## J
- JALways
- Japan Airlines JAL
- Jat Airways
- Jordan Aviation

## K
- Kenya Airways
- Kish Air
- Kitty Hawk
- KLM KLM Royal Dutch Airlines
- Korean Air
- Kuwait Airways
- Kosova Airlines

## L
- Lloyd Aéreo Boliviano LAB
- Lacsa Lineas Aéreas Costarricenses S.A
- LAM Linhas Aéreas de Moçambique
- LAN Chile
- Lan Argentina
- Lan Chile Cargo
- LAN Ecuador
- LAN Perú
- Lauda Air Lauda Air Luftfahrt Aktiengesellschaft
- Libyan Arab Airlines
- Lineas Aereas Azteca
- LOT Polish Airlines
- LTU
- Lufthansa
- Lufthansa Cargo
- Lufthansa CityLine
- Luxair Société Luxembourgeoise de navigation aérienne

## M
- Macedonian Airlines
- Mahan Air
- Malaysia Airlines
- Malév Hungarian Airlines
- Malmö Aviation AB
- Middle East Airlines MEA
- Mexicana de Aviacion
- MIAT Mongolian Airlines
- Montenegro Airlines
- Mauritania Airlines
- Maracech airline

## N
- Nationwide Airlines
- Nippon Cargo Airlines
- Northwest Airlines

## O
- Olympic Airways
- Oman Air

## P
- PAL Philippine Airlines Inc.
- Palestinian Airlines
- Portugalia PGA
- PIA Pakistan International Airlines
- Pluna Pluna Lineas Aéreas Uruguayas Sociedad

## Q
- Qantas
- Qatar Airways

## R
- Rossiya Russian Airlines
- Royal Air Maroc
- Royal Brunei Airlines
- Royal Jordanian
- Rwandair Express

## S
- Safair
- Samara Airlines
- Scandinavian Airlines System
- SAS Braathens
- SATA Air Açores
- Saudi Arabian Airlines
- Sénégal Airlines
- Shandong Airlines
- Shanghai Airlines
- Shenzhen Airlines
- Siberia Airlines
- Sichuan Airlines
- Silk Air
- Singapore Airlines
- Singapore Airlines Cargo
- Skyways
- SN Brussels Airlines
- Solomon Airlines
- South African Airlink
- South African Airways
- Spanair
- Spirit Airlines
- SriLankan Airlines
- Sudan Airways
- Surinam Airways
- Swiss
- Syrianair
- Syphax Airlines
- Smartwings

## T
- TACA
- TAM Linhas Aéreas
- TAP Air Portugal
- Tarom S.A
- Tassili Airlines
- Thai Airways
- Transaero Airlines
- Turkish Airlines
- TNT Airways S.A
- Transasia Airways
- Tunis Air
- Turkmenistan Airlines
- TACV

## U V W X Y Z
- Ukraine International Airlines
- United Airlines
- UPS Airlines
- US Airways
- Varig
- Varig Log
- Vietnam Airlines
- Virgin Atlantic
- Virgin Nigeria
- Vladivostok
- Volga-Dnepr Airline
- Wideroe
- Xiamen Airlines
- XL Airways France
- Yemenia Yemen Airways
- Zambian Airways